# 亚历山大·邦德
亚历山大·邦德（丹麥語：Alexander Bond，1996年6月18日—），丹麥男子羽毛球運動員。

## 簡歷
2014年1月，亚历山大·邦德出戰冰島國際賽，與迪特·瑟比·汉森合作贏得混合雙打比賽冠軍。

## 主要比賽成績
只列出曾進入準決賽的國際賽事成績：
| 年份   | 賽事                 | 公開賽級別 | 項目     | 拍檔                     | 成績   |
| ------ | -------------------- | ---------- | -------- | ------------------------ | ------ |
| 2013年 | 挪威羽毛球國際賽     | 國際系列賽 | 男子雙打 | 马蒂亚斯·韦伯·埃斯特鲁普 | 亞軍   |
| 2013年 | 挪威羽毛球國際賽     | 國際系列賽 | 混合雙打 | 丽克·瑟比·汉森           | 亞軍   |
| 2014年 | 冰島羽毛球國際賽     | 國際系列賽 | 混合雙打 | 迪特·瑟比·汉森           | 冠軍   |
| 2015年 | 冰島羽毛球國際賽     | 國際系列賽 | 男子雙打 | 乔尔·叶佩                | 準決賽 |
| 2015年 | 歐洲青年羽毛球錦標賽 | 其他       | 混合團體 | －                       | 季軍   |
| 2015年 | 歐洲青年羽毛球錦標賽 | 其他       | 男子雙打 | 乔尔·叶佩                | 冠軍   |
| 2015年 | 克羅地亞羽毛球國際賽 | 國際系列賽 | 混合雙打 | 迪特·瑟比·汉森           | 亞軍   |
| 2015年 | 保加利亞羽毛球公開賽 | 國際系列賽 | 男子雙打 | 乔尔·叶佩                | 準決賽 |
| 2015年 | 保加利亞羽毛球公開賽 | 國際系列賽 | 混合雙打 | 迪特·瑟比·汉森           | 亞軍   |
| 2016年 | 羅馬尼亞羽毛球國際賽 | 國際系列賽 | 男子雙打 | 乔尔·叶佩                | 準決賽 |
| 2016年 | 荷蘭羽毛球國際賽     | 國際系列賽 | 男子雙打 | 乔尔·叶佩                | 冠軍   |
| 2016年 | 荷蘭羽毛球國際賽     | 國際系列賽 | 混合雙打 | 迪特·瑟比·汉森           | 冠軍   |
| 2016年 | 比利時羽毛球國際賽   | 國際挑戰賽 | 混合雙打 | 迪特·瑟比·漢森           | 亞軍   |
| 2016年 | 布拉格羽毛球公開賽   | 國際挑戰賽 | 混合雙打 | 迪特·瑟比·漢森           | 準決賽 |
| 2016年 | 意大利羽毛球國際賽   | 國際挑戰賽 | 混合雙打 | 迪特·瑟比                | 準決賽 |
| 2017年 | 捷克羽毛球公開賽     | 國際挑戰賽 | 混合雙打 | 迪特·瑟比·汉森           | 準決賽 |

| 2007-2017年 | 首要超級賽 | 超級賽 | 黃金大獎賽 | 大獎賽 | 國際挑戰賽 | 國際系列賽 | 未來系列賽 | 其他 |

| 2018-2026年 | 總決賽 | 超級1000賽 | 超級750賽 | 超級500賽 | 超級300賽 | 超級100賽 | 國際挑戰賽 | 國際系列賽 | 未來系列賽 | 其他 |